# Церковь Николы Летнего
Церковь Николы Летнего (макед. Црква „Св. Никола Летен“) — заброшенный православный храм в селе Маврово, община Маврово и Ростуша, Северная Македония. В 1953 году частично затоплена водами Мавровского водохранилища.

## История
Церковь была построена в 1850—1857 годах реканскими мастерами. В храме располагался мраморный жертвенник, ценный иконостас и иконы, написанные Дичо Зографом. В 1925 году к храму была пристроена колокольня, средства на строительство которой выделила сербская благотворительница Босилька Янич в честь своего покойного мужа, родившегося в Маврове.
В 1952—1953 годах затоплена в результате наполнения Мавровского водохранилища. Вся утварь была консервирована и вывезена в соседнюю церковь.
В 1990-х годах в Маврово началось строительство новой церкви Святого Николая, освящённой в 2006 году. Существовали проекты возрождения старого храма, но от них решили отказаться.

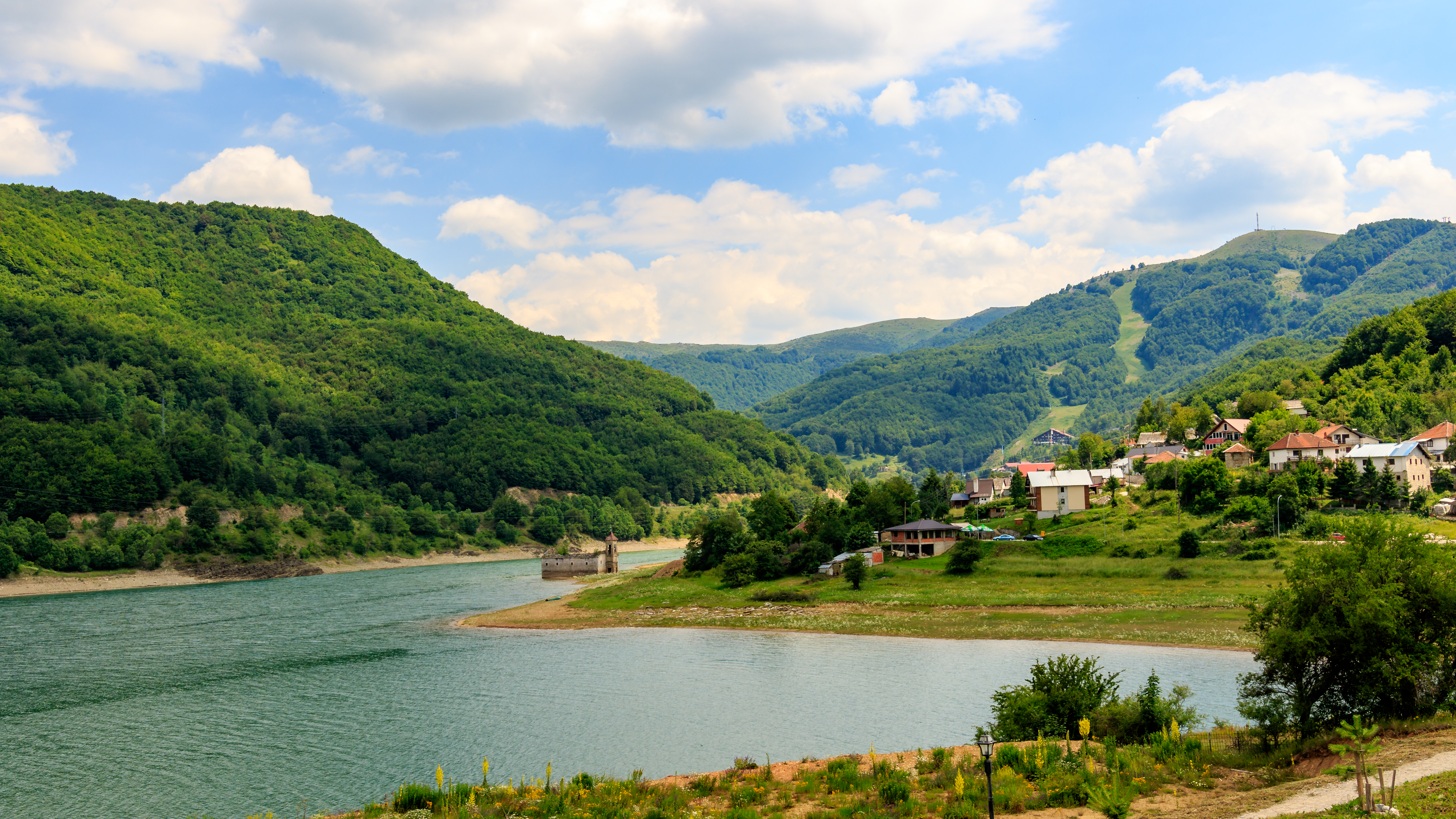
Церковь на фоне села
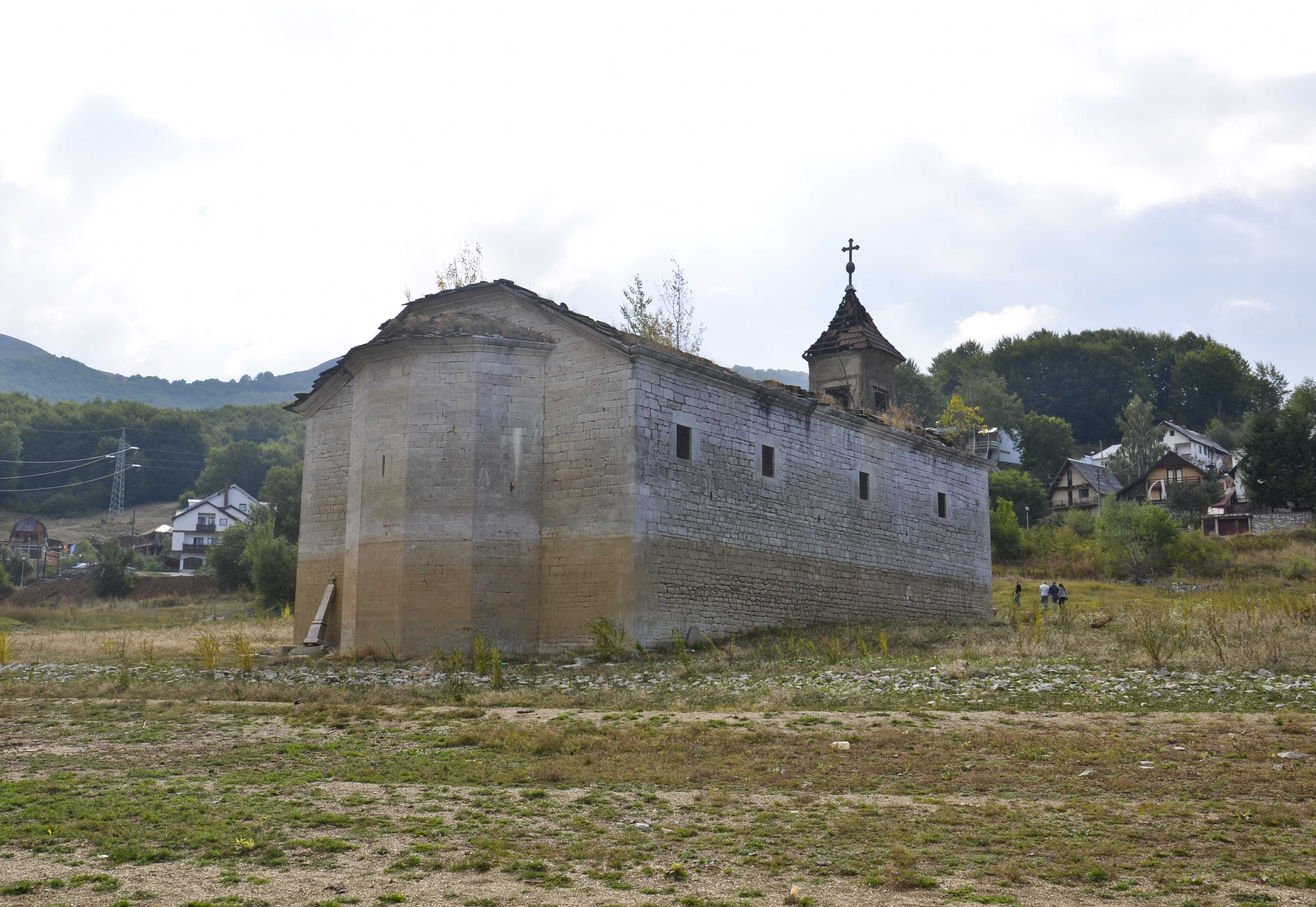
Церковь во время засухи
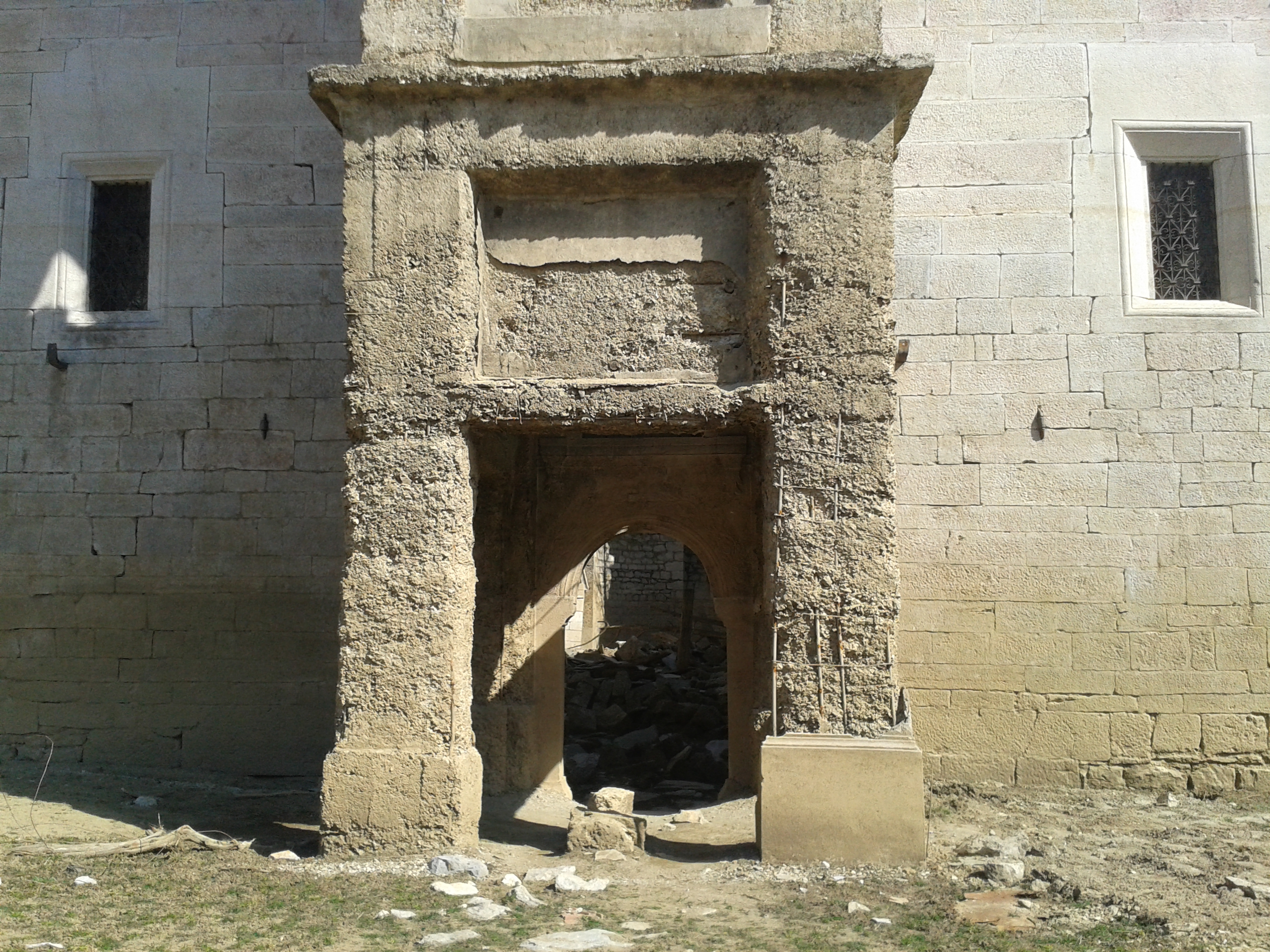
Вход
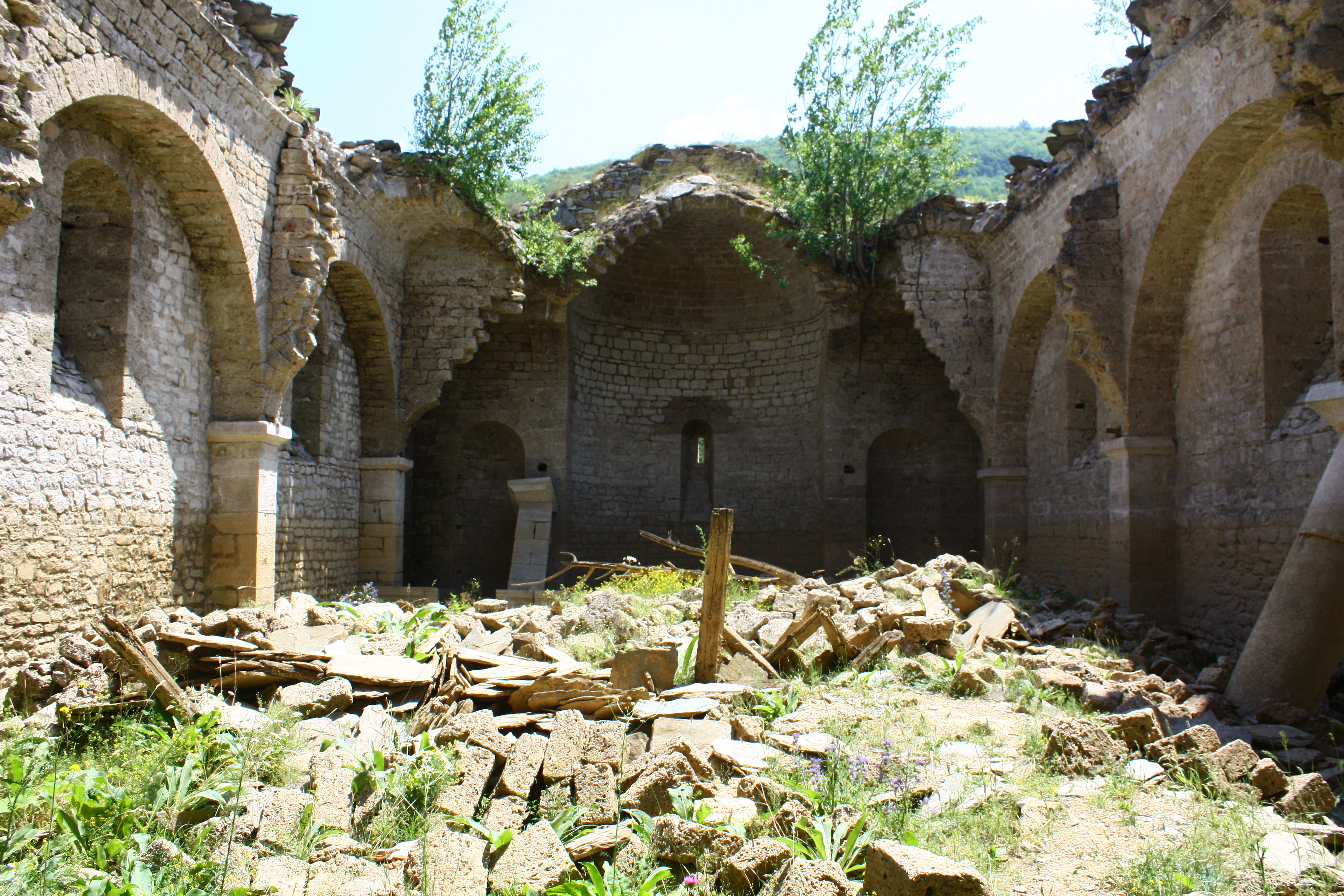
Интерьер
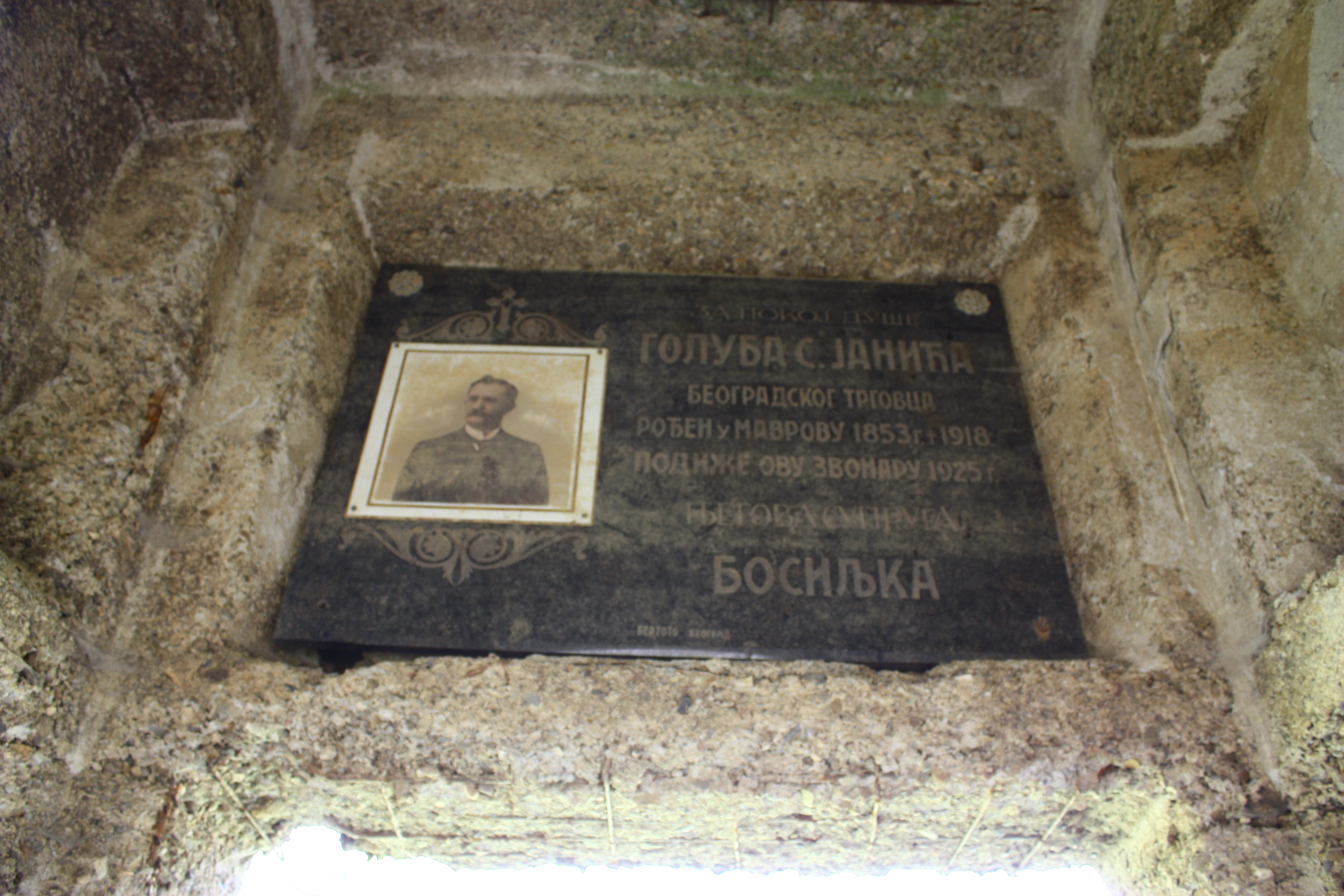
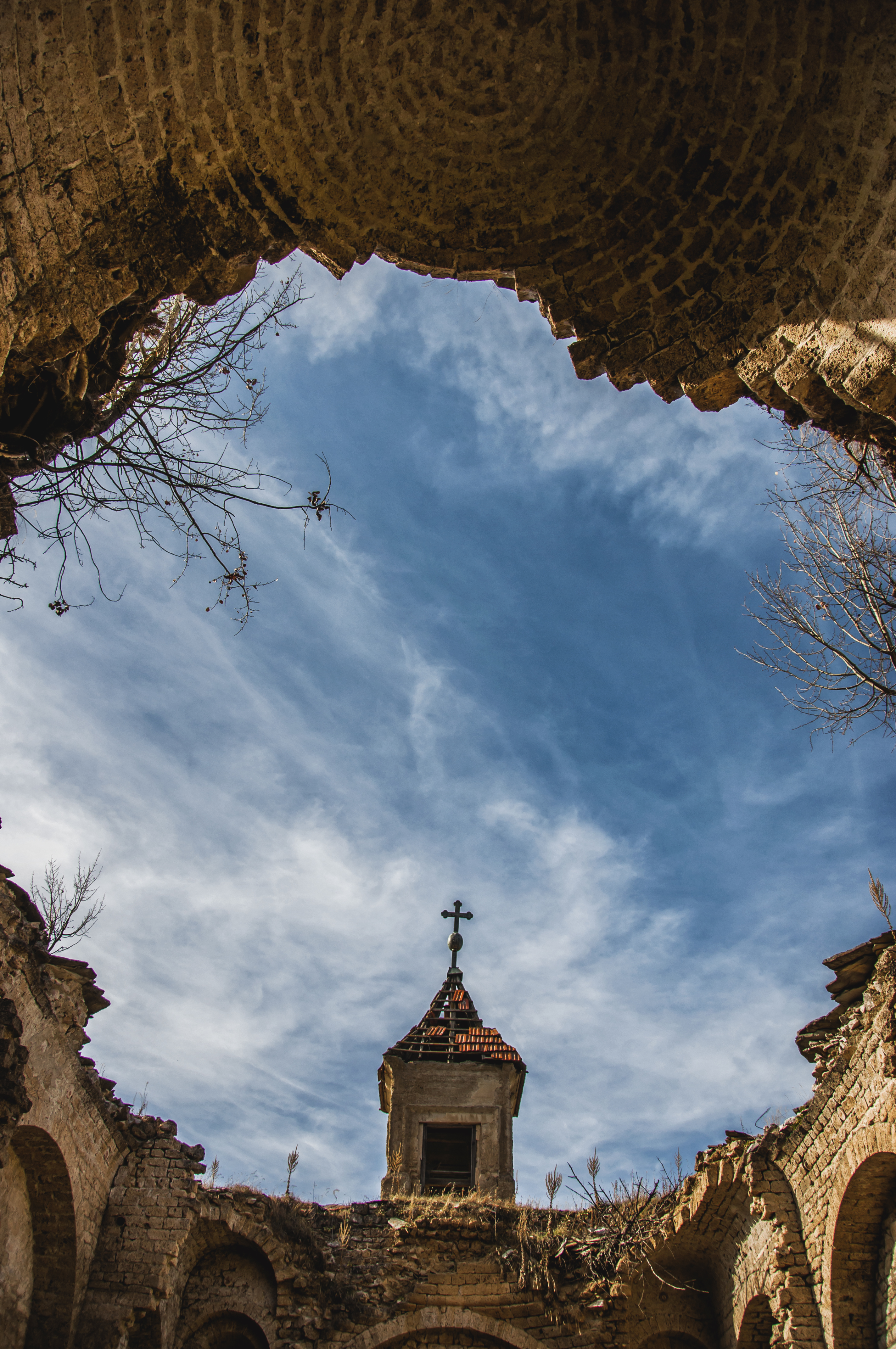
Колокольня
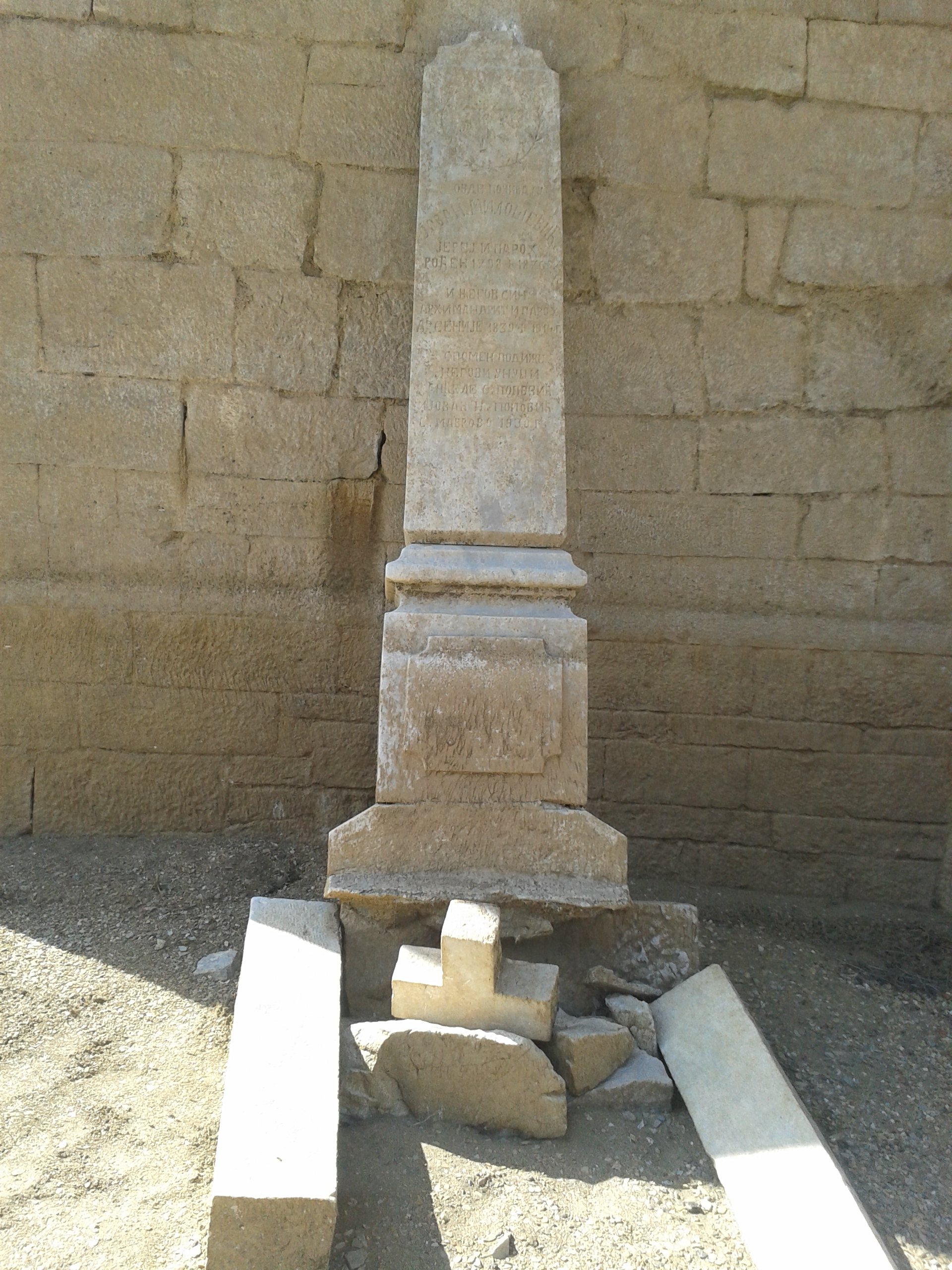
Могила иерея Иоанна Милошевича